# Chegador
Um chegador ou ajudante de fogueiro é um aprendiz e auxiliar de fogueiro, colaborando na operação, limpeza e manutenção de caldeiras, especialmente no que diz respeito ao manuseamento de carvão. 
A função de chegador existe, sobretudo, nas instalações industriais que utilizam o carvão como principal fonte de energia. 
No auge da utilização da propulsão a vapor nos transportes, a função de chegador também era bastante empregue na marinha e nas ferrovias.

## Funções
Numa instalação industrial, locomotiva ou embarcação, os chegadores têm como funções a de auxiliarem os fogueiros nas suas responsabilidade de operação, limpeza e manutenção de caldeiras a vapor, atuando sob a supervisão destes. Compete, especificamente, aos chegadores auxiliarem os fogueiros na condução dos fogos, remover o carvão e a cinza, fazer as limpezas das máquinas a vapor e caldeiras, bem como outras funções que lhe sejam atribuídas pelos seus superiores.

## Carreira
A categoria de chegador é, normalmente, a categoria inicial da carreira de fogueiro. Ao fim de determinado tempo de aprendizagem e de experiência, o chegador será promovido a fogueiro.
Na marinha mercante de Portugal, a categoria de chegador era a inicial da marinhagem de máquinas. Acedia-se, normalmente, a chegador ao finalizar-se o curso de fogueiro da marinha mercante. Ao fim de três anos de embarque, um chegador seria promovido a fogueiro. A categoria de fogueiro correspondia, aproximadamente, à de moço da marinhagem de convés.
Na Marinha de Guerra Portuguesa, chegador era o primeiro posto de praça de máquinas, equivalente ao posto de grumete de manobra. Corresponde, aproximadamente, ao atual grumete da Classe de Electromecânicos.